# هيلموت كنتلر
هيلموت كنتلر (2 يوليو 1928 - 9 يوليو 2008) كان عالمًا نفسيًا ألمانيًا وعالمًا في علم الجنس وأستاذ التربية الاجتماعية في جامعة هانوفر . من أواخر الستينيات حتى أوائل التسعينيات، وبموافقة ودعم مالي من مجلس شيوخ برلين ، وضع كينتلر العديد من الشباب المهملين الذين تتراوح أعمارهم بين 13 و15 عامًا كأطفال بالتبني في منازل رجال متحرشي اطفال غير متزوجين . افتراض كينتلر كان ان المتحرشين بالأطفال سيكونون آباءً مناسبين للتبني، وأن أي اتصال جنسي سيكون غير ضار نسبيًا، إن لم يكن بالترغيم. أُطلق على هذا المشروع فيما بعد اسم "تجربة كينتلر" أو "مشروع كينتلر".  يرجح أن كنتلر نفسه كان متحرش بالاطفال حيث هناك تشابه بين التجربة وحياته الشخصية فقد كان كنتلر كان كينتلر أعزبًا ومثليًا جنسيًا ولديه ثلاثة أبناء بالتبني وابن واحد بالتبني وقد زعم زميل كنتلر بالعمل غونتر شميدت أن كينتلر كشف عن اعتدائه جنسيًا على أحد أبنائه من سن الثالثة عشرة وحتى سن البلوغ حتى انتحر الابن في عام 1991.

## النشأة والتعليم
ولد كينتلر لعائلة ألمانية. عمل والده في الحكومة الألمانية النازية . اتبع والدا كينتلر أساليب رعاية الأطفال التي اتبعها دانييل جوتلوب موريتز شريبر ، الذي قال إن سلطة الآباء وقمع عواطف الأطفال من شأنه أن يخلق جنسًا أقوى من الرجال. 
بعد تخرجه من المدرسة الثانوية، أراد كنتلر أن يدرس اللاهوت ليصبح قسًا. أصر والده على تلقي التدريب المهني الفني. أكمل كينتلر تدريبه المهني كصانع أقفال في Lokomotivfabrik Henschel في كاسل ، ثم درس الهندسة الكهربائية في RWTH Aachen . وبعد وفاة والده انسحب من دراسته في آخن.  بعد ذلك درس علم النفس والطب والتعليم والفلسفة في سويسرا وفرايبورغ بألمانيا. أثناء دراسته، شارك في تجربة ميدانية مع العمال الشباب، والتي وثقها وعكسها لاحقًا في كتابه الصادر عام 1959 بعنوان " عمل الشباب في العالم الصناعي" . في ذاك الوقت، كان كنتلر يدعي المسيحية (وفقًا لروديجر لوتمان في نعيه عام 2008 عن كينتلر من أجل الاتحاد الإنساني)؛ وفي المنشورات اللاحقة، لم يعد هذا هو الحال. في عام 1960 اجتاز امتحان الدبلوم الرئيسي في علم النفس.

## حياة مهنية
كان كينتلر أحد المدافعين عن العمل الشبابي "التحرري" ويعتبر ممثلًا للتربية الجنسية في الستينيات والسبعينيات. وفي عمله كخبير قضائي وخبير في الحياة الجنسية للأطفال والمراهقين، حصل على اعتراف في الأوساط المهنية. من عام 1979 إلى عام 1982 كان رئيسًا للجمعية الألمانية للأبحاث الجنسية الاجتماعية العلمية ؛ لاحقًا كان عضوًا في المجلس الاستشاري للاتحاد الإنساني . وكان أيضًا عضوًا في الجمعية الألمانية لبحوث الجنس .
خلال أعمال الشغب الطلابية في برلين، كان كينتلر نشطًا مؤقتًا باعتباره "مستشارًا نفسيًا لقضايا الشرطة".  أدت حركة التحرر الجنسي لطلاب برلين في الكوميونات والشقق المشتركة إلى دعوته للتربية الجنسية التحررية في المنزل.  وقد انعكس ذلك علمياً في أطروحته عام 1975، مما جعله خبيراً في التربية الجنسية طوال حياته المهنية.
في تجربة نموذجية في نهاية الستينيات، وضع كينتلر العديد من الأولاد المهملين الذين تتراوح أعمارهم بين 13 إلى 15 عامًا، والذين اعتبرهم "معينين عقليًا ثانويًا" مع المتحرشين بالأطفال الذين يعرفهم، مدعيًا أن هذا من شأنه إعادة دمجهم في المجتمع والسماح لهم بالنمو ليصبحوا بالغين ناضجين. .  وبسبب الجريمة المرتبطة به، لم يعلن عن ذلك إلا بعد انتهاء فترة التقادم بعد أكثر من عقد من الزمن. ادعى كينتلر أن التجربة ستساعد الأطفال على استعادة الاستقرار الاجتماعي من خلال التعرض لمتحرشي الأطفال. كان يدرك أن البالغين من المرجح أن يقوموا بأفعال جنسية القاصرين وشنيعة للقاصرين. وقد نوقشت الفضيحة علناً في عام 2015، وكلفت إدارة الشباب بمجلس الشيوخ عالمة السياسة تيريزا نينتويج من جامعة غوتنغن بالتحقيق في الحادثة وتقديم النتائج التي توصلت إليها إلى السلطات المختصة. 
في جلسة استماع للحزب الديمقراطي الحر في عام 1981، ذكر كينتلر: "هؤلاء الأشخاص لم يتحملوا هؤلاء الأولاد الأغبياء إلا لأنهم كانوا مغرمين بهم ومفتونين بهم". في ذلك الوقت لم يكن عليه أن يخشى أي عواقب جنائية بسبب قانون التقادم وقد وصف حتى التجربه انها نجاح مطلق. كما حافظ على اتصاله بضحايا الاعتداء أثناء أنشطته التعليمية في هانوفر، وفي رأي خبير لمحكمة الأسرة في برلين في أوائل التسعينيات أوصى بأن يبقى أحد الشباب الذين تعرضوا للإيذاء مع والده بالتبني الذي يستغل الأطفال، والذي وصف "الاب" المتحرش بأنه موهبة تربوية طبيعية . 
كان كينتلر أعزب, مثلي الجنس, ولديه ثلاثة أبناء بالتبني  وابن واحد بالتبني. 

## مواقفه

### الجنس والمجتمع
ومن وجهة نظر كينتلر، لا يكفي أن يتجنب الآباء وضع العقبات في طريق رغبات أطفالهم الجنسية. وبدلا من ذلك، يجب على الآباء تعريف أطفالهم بالحياة الجنسية، وإلا فإنهم "سيخاطرون بتركهم متخلفين جنسيا، ليصبحوا معوقين جنسيا".  ويتحمل الآباء درجة عالية من المسؤولية هنا: "يجب أن يدرك الآباء أنه لا يمكن الحفاظ على علاقة ثقة جيدة بين الأطفال والآباء إذا حرم الأطفال من تلبية الاحتياجات الملحة مثل الاحتياجات الجنسية".  تعتبر تجارب الجماع المبكرة مفيدة لأن المراهقين الذين يتمتعون بمثل هذه الخبرة "يطالبون بعالم مستقل من المراهقين ويرفضون في كثير من الأحيان معايير البالغين". 

### النشاط كخبير قضائي
عمل كينتلر أيضًا كخبير في الطب الشرعي في قضايا الانتهاكات. وفي عام 1997، أعلن عن ما يقرب من 30 قضية تعامل معها حتى تلك اللحظة: "أنا فخور جدًا بأن جميع القضايا التي تعاملت معها حتى الآن قد تم إنهاؤها بوقف الإجراءات أو حتى بالبراءة". ولم يعزو كينتلر الظلم إلى الانحرافات والاساءات الجنسية للبالغين الذين لديهم أطفال، بل إلى العنف الذي ربما حدث. فهو يعتقد أن المتحرشين بالأطفال الحقيقيين لا يستخدمون العنف ولكنهم "حساسون للغاية تجاه الإضرار بالأطفال".  في عام 1999، أعلن كينتلر عن نشر كتاب عن "ما يقرب من 35 دعوى قضائية ضد الأبرياء الذين رافقتهم كشاهد خبير"، لكنه تخلى بعد ذلك عن المخطوطة (الآباء تحت الشك - الاعتداء الجنسي) دون نشر.  وفي نفس العام أعلن:
"

## الردود
لم يخف كينتلر حقيقة أنه وضع الشباب مع المتحرشين بالأطفال الذين يعرفهم. وقد ذكر ذلك في كتابه Leihväter من عام 1989. بعد أن نشرت مجلة EMMA تقريرًا عن أنشطته في عام 1993، صرخت عليه الناشطات النسويات وقامو باهانته في حدث في هانوفر ولكمه أحد الجمهور. 
أشاد جان فيدرسن بكينتلر في نعيه في صحيفة Tageszeitung بتاريخ 12 يوليو 2008، باعتباره "مقاتلًا جديرًا بالتقدير من أجل الأخلاق الجنسية المتساهلة".  وأعربت بعض سلطات الكنيسة البروتستانتية عن رأي مماثل. في نعيه، أشار مركز دراسة عمل الشباب البروتستانتي إلى مواقف كينتلر المثيرة للجدل، لكنه اعترف أيضًا بعمله من أجل "البنية المؤسسية والتنشئة الاجتماعية المهنية" ومحاولاته لجعل المثلية الجنسية مقبولة اجتماعيًا في الكنيسة. وبينما قام فريق عمل الشباب البروتستانتي في ألمانيا بحذف النعي على الفور بعد اقتراح من المجمع الكنسي، دافع عنه مركز دراسات كينتلر دون التطرق لسعيه في تعريض الأطفال للاستغلال الجنسي المفصل بالتفصيل في الاقتراح. بل وقالوا إن هيلموت كينتلر "كان له تأثير دائم على التطور المفاهيمي ومشروع بحث الطلاب في جوزيفستال حتى يومنا هذا". 
في سنة 2013، قام العالم السياسي فرانز فالتر من معهد غوتنغن لأبحاث الديمقراطية ، الذي كان يحقق في مواقف سابقة لاوقاف من حزب الخضر والحزب الديمقراطي الحر بشأن الاعتداء الجنسي على الأطفال، بتكليف كينتلر بدور رئيسي في الشبكات الألمانية للناشطين جنسيا ضد الأطفال. 

## الادعاءات ضد كينتلر
في عام 2015، وبعد ضغوط عامة، كلفت إدارة مجلس الشيوخ في برلين بإجراء دراسة أجرتها تيريزا نينتويغ، عالمة السياسة في معهد أبحاث الديمقراطية في غوتنغن، حول "التجربة" الجنسية للأطفال التي أجراها كينتلر في برلين في أواخر الستينيات بدعم من الشباب. مكتب الرعاية الاجتماعية. وفي هذا السياق، وصفت عضو مجلس الشيوخ عن التعليم في برلين ، ساندرا شيريس ، "التجربة" بأنها جريمة تقع ضمن مسؤولية الدولة .  وأعرب الأشخاص المتضررون، الذين اتصلوا بالسيناتور المسؤول في عام 2017، عن خيبة أملهم إزاء نقص الدعم. 
وفي 2017/2018، تم تكليف نينتويج أيضًا في ولاية ساكسونيا السفلى للبحث في آثار أنشطة كينتلر هناك. تعامل كينتلر أيضًا مع الشباب الذين يعانون من مشاكل سلوكية في هانوفر، وكان على اتصال بمكتب رعاية الشباب هناك، وكان من المفترض أن يقدم الدعم العلمي نيابة عنهم للرعاية الأولى لزوجين مثليين، لكن هذا لم يحدث لأن الزوجين قررا للانسحاب لأسباب شخصية.  ما إذا كان كينتلر نفسه كان يعتدي جنسيًا على الشباب، مثل أبنائه المتبنين أو طلابه الذين يدرسون خصوصيته، يظل سؤالًا مفتوحًا،  على الرغم من أن زميله غونتر شميدت ادعى أن كينتلر اعترف باعتدائه جنسيًا على أحد أبنائه من سن الثالثة عشرة وحتى مرحلة البلوغ حتى انتحر الابن عام 1991. 
في يناير 2018، أعلنت جامعة لايبنيز هانوفر أنها بدأت المزيد من التحقيقات في قضية كينتلر. وقال الرئيس فولكر إيبينج في حفل استقبال بمناسبة العام الجديد: "لقد صدمت تمامًا لأنه في ذلك الوقت سمحوا للسلطتين التنفيذية والقضائية بأن يبتلعهم هذا الأمر". "أنا أيضًا مندهش تمامًا لأن المجتمع المهني لم يعلق، ولم يصرخ، بشأن نشاط كينتلر هذا!".  
في 15 يونيو 2020، عُرض في برلين تقرير أعده العلماء بعنوان "عمل هيلموت كينتلر في خدمات الأطفال والشباب في برلين". وفي هذا السياق، وعدت عضوة مجلس الشيوخ عن التعليم في برلين ، ساندرا شيريس ، الاطفال الذين تعرضوا لاساءات بتعويضات مالية من ولاية برلين. 